# Chaunorhynchus loveni
Chaunorhynchus loveni är en ringmaskart som först beskrevs av Anders Johan Malmgren 1867.  Chaunorhynchus loveni ingår i släktet Chaunorhynchus och familjen Nereididae. Inga underarter finns listade i Catalogue of Life.